# Parahyparrhenia tridentata
Parahyparrhenia tridentata är en gräsart som beskrevs av Clayton. Parahyparrhenia tridentata ingår i släktet Parahyparrhenia och familjen gräs. Inga underarter finns listade i Catalogue of Life.